# Burg Tsuyama
Die Burg Tsuyama (japanisch 津山城, Tsuyama-jō) befindet sich in der Stadt Tsuyama (Präfektur Okayama). Zuletzt residierte dort ein Zweig der Matsudaira mit einem Einkommen von 100.000 Koku.

## Geschichte
1602 starb die Linie der Kobayakawa, Herren der Provinz Mimasaka aus. Im folgenden Jahr wurde Mori Tadamasa (森忠政; 1570–1634) aus dem Mori-Klan mit dem Lehen und dem damit verbundenen Einkommen von 186.000 Koku betraut. Er errichtete ab 1604 die Burg Tsuyama, die schließlich 1617 fertiggestellt war. Aber schon in der vierten Generation starb mit Naganari, dessen Adoptivsohn krank war, die Linie aus. Das Lehen wurde 1698 dem Adoptivsohn Nobutomi (宜富) des Matsudaira Mitsunaga (松平光長), einem Nachkommen Tokugawa Ieyasus, mit 100.000 Koku übertragen. Die Matsudaira blieben Burgherren bis zur Meiji-Restauration 1868.

## Die Burganlage

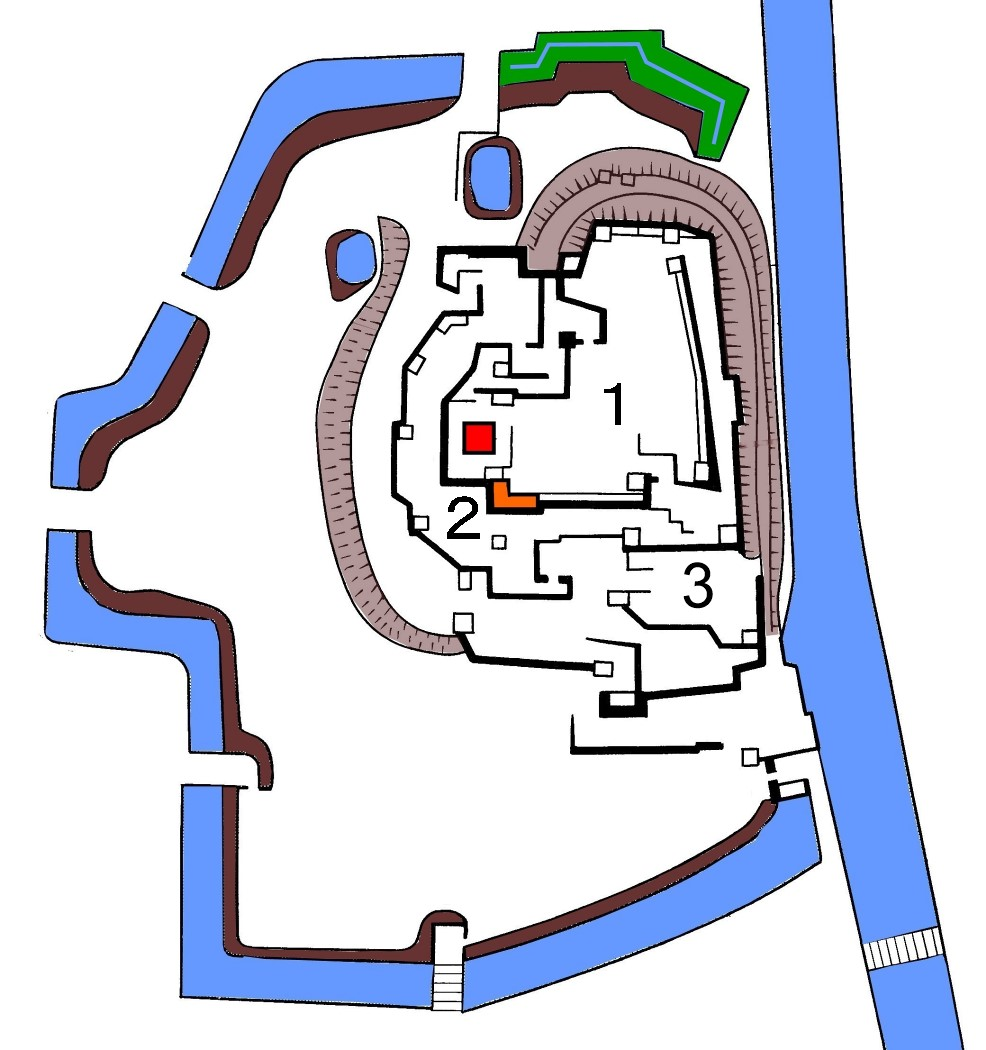
Burg Tsuyama: 1: Hommaru, 2: Ni-no-maru 3: San-no-maru, Rot: Burgturm, Orange: Bitchū-Wachturm

Die Burganlage umschließt mit hohen Steinmauern den gesamten Berg Tsuruyama und besaß im zentralen Bereich, dem Hommaru (本丸), einen fünfstöckigen Burgturm. Auf der Ostseite fällt der Berg steil ab zum Fluss Miyakawa (宮川), an der Westseite schließen sich Ni-no-maru (二の丸) und San-no-maru (三の丸) bogenförmig an. Die Anlage besaß zahlreiche Wachtürme und Tore. Unten waren an drei Seite Wassergräben angelegt, die Erdwälle schützten. Die gesamte Anlage mit den hohen Steinmauern, den zahlreichen Toren und Wachtürmen war einmalig in ganz Japan, eine fast übertriebene Verteidigungsstruktur. 1809 wurde das Hommaru von einem Brand heimgesucht, aber danach wiederaufgebaut.
Nach der Meiji-Restauration verschwanden alle Gebäude, es blieben nur die Mauern übrig. 2004 wurde anhand von Ausgrabungen und mit Hilfe alter Fotos der Bitchū-Wachturm (備中櫓, Bitchū-yagura) im Hommaru wiederhergestellt. Auch ein Teil der Gräben soll wiederhergestellt werden.
Der gesamte Burgbereich wurde 1900 der Stadt übertragen und bildet heute den Kakuzan-Park. Dieser ist wegen seiner Kirschblüte berühmt.

## Bilder

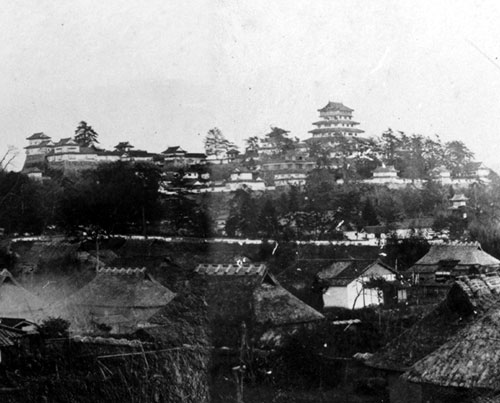
Die alte Burganlage
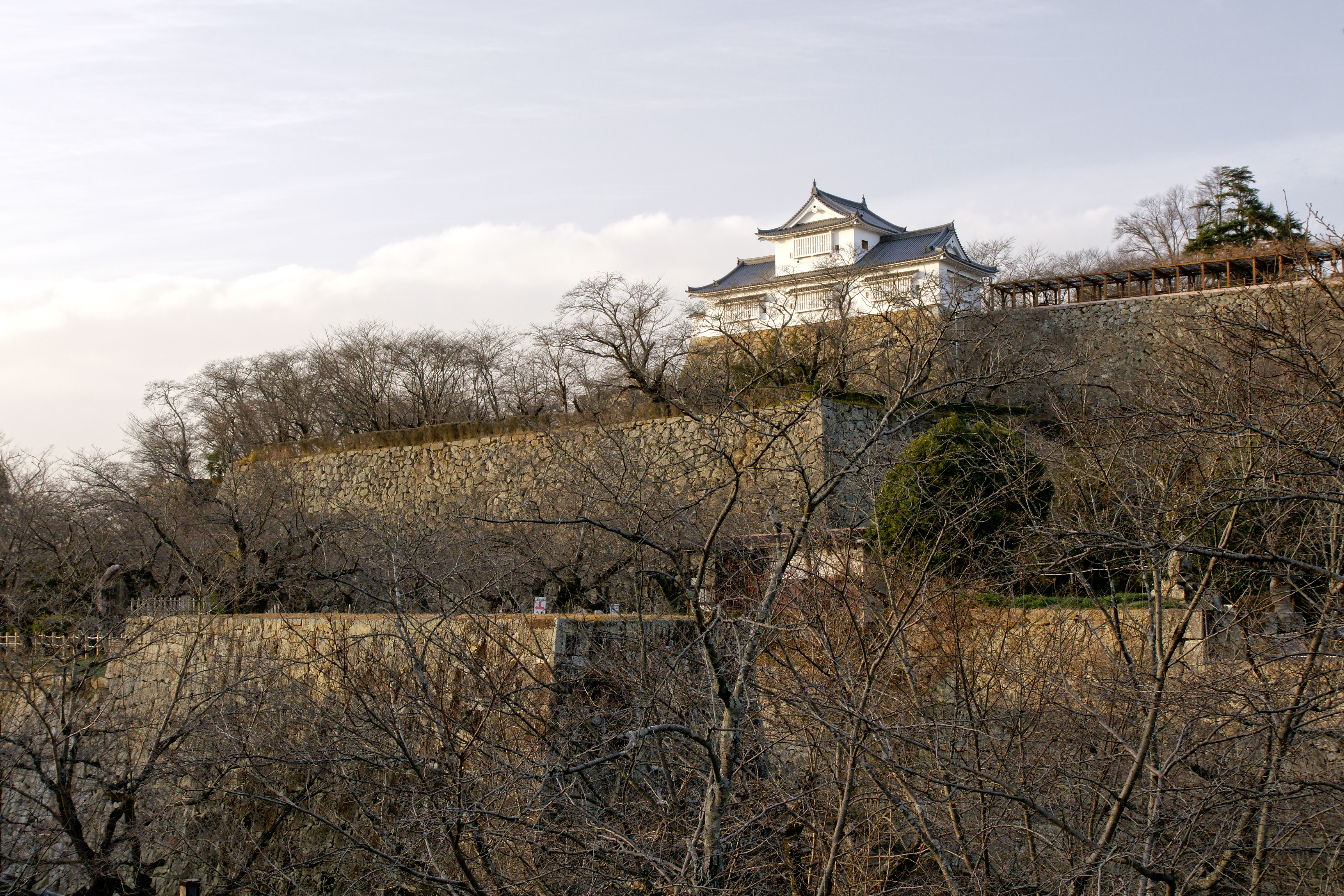
Die Burganlage heute
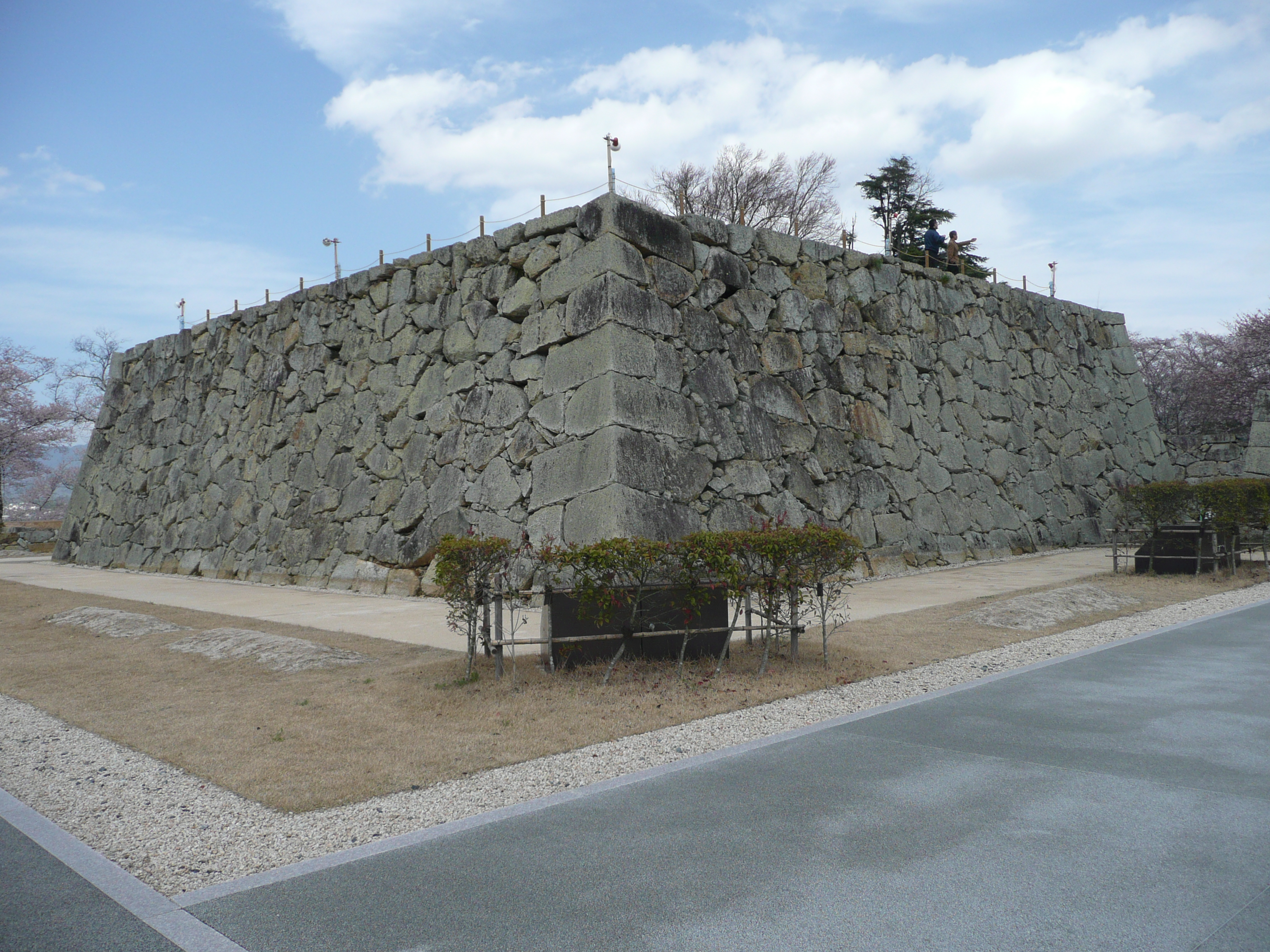
Basis des Burgturms
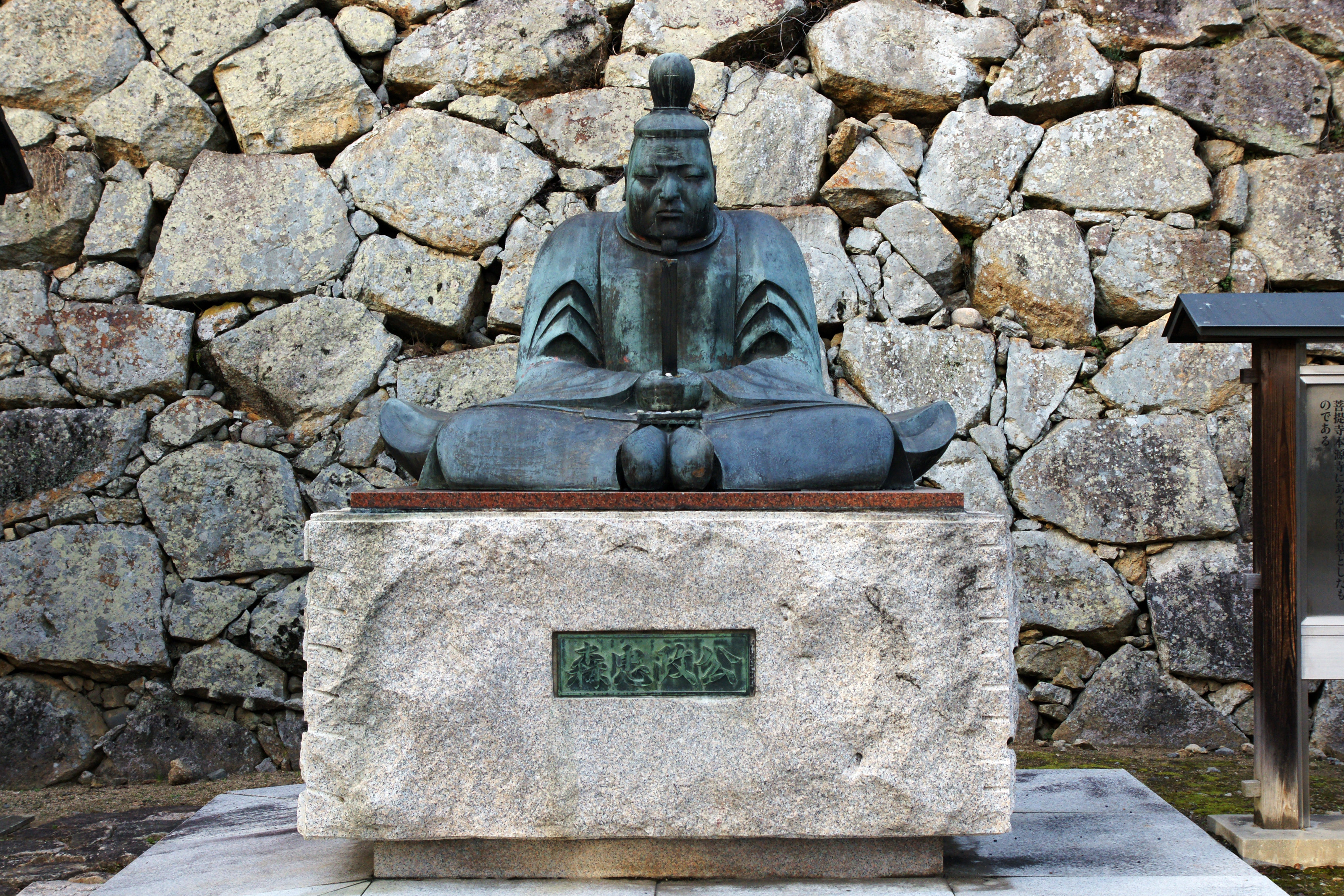
Mori Tadamasa